# San Giorgio del Sannio
San Giorgio del Sannio – miejscowość i gmina we Włoszech, w regionie Kampania, w prowincji Benewent.
Według danych na I 2009 gminę zamieszkiwało 9881 osób przy gęstości zaludnienia 443,1 os./1 km².